# Chelsea Football Club 1997-1998
Questa voce raccoglie le informazioni riguardanti il Chelsea Football Club nelle competizioni ufficiali della stagione 1997-1998.

## Maglie
| Casa | Trasferta |

## Rosa
| N. |                        | Ruolo | Calciatore             |
| -- | ---------------------- | ----- | ---------------------- |
| 1  | Paesi Bassi (bandiera) | P     | Ed de Goeij            |
| 2  | Romania (bandiera)     | D     | Dan Petrescu           |
| 3  | Nigeria (bandiera)     | D     | Celestine Babayaro     |
| 4  | Paesi Bassi (bandiera) | D     | Ruud Gullit            |
| 5  | Francia (bandiera)     | D     | Frank Lebœuf           |
| 6  | Scozia (bandiera)      | D     | Steve Clarke           |
| 7  | Francia (bandiera)     | D     | Bernard Lambourde      |
| 8  | Uruguay (bandiera)     | C     | Gustavo Poyet          |
| 9  | Italia (bandiera)      | A     | Gianluca Vialli        |
| 10 | Galles (bandiera)      | A     | Mark Hughes            |
| 11 | Inghilterra (bandiera) | C     | Dennis Wise (capitano) |
| 12 | Inghilterra (bandiera) | D     | Michael Duberry        |
| 13 | Inghilterra (bandiera) | P     | Kevin Hitchcock        |
| 14 | Inghilterra (bandiera) | D     | Graeme Le Saux         |
| 15 | Inghilterra (bandiera) | C     | David Lee              |
| 16 | Italia (bandiera)      | C     | Roberto Di Matteo      |
| 17 | Spagna (bandiera)      | D     | Danny Granville        |
| 18 | Inghilterra (bandiera) | D     | Andy Meyers            |

| N. |                        | Ruolo | Calciatore       |
| -- | ---------------------- | ----- | ---------------- |
| 19 | Norvegia (bandiera)    | A     | Tore André Flo   |
| 20 | Giamaica (bandiera)    | D     | Frank Sinclair   |
| 21 | Inghilterra (bandiera) | C     | Paul Hughes      |
| 22 | Inghilterra (bandiera) | A     | Mark Nicholls    |
| 23 | Russia (bandiera)      | P     | Dmitri Kharine   |
| 24 | Inghilterra (bandiera) | C     | Eddie Newton     |
| 25 | Italia (bandiera)      | A     | Gianfranco Zola  |
| 26 | Francia (bandiera)     | D     | Laurent Charvet  |
| 28 | Inghilterra (bandiera) | C     | Jody Morris      |
| 29 | Francia (bandiera)     | D     | Neil Clement     |
| 30 | Norvegia (bandiera)    | P     | Frode Grodås     |
| 31 | Irlanda (bandiera)     | P     | Nick Colgan      |
| 32 | Scozia (bandiera)      | C     | Steven Hampshire |
| 33 | Inghilterra (bandiera) | A     | Joe Sheerin      |
| 34 | Inghilterra (bandiera) | C     | Nick Crittenden  |
| 35 | Inghilterra (bandiera) | D     | Jon Harley       |
| 27 | Inghilterra (bandiera) | C     | David Rocastle   |

## Calciomercato

### Sessione estiva
| Acquisti | Acquisti           | Acquisti   | Acquisti   |
| R.       | Nome               | da         | Modalità   |
| -------- | ------------------ | ---------- | ---------- |
| D        | Graeme Le Saux     | Blackburn  | definitivo |
| D        | Celestine Babayaro | Anderlecht | definitivo |
| P        | Ed de Goey         | Feyenoord  | definitivo |
| C        | Gustavo Poyet      |            | svincolato |
| D        | Bernard Lambourde  | Bordeaux   | definitivo |

| Cessioni | Cessioni        | Cessioni  | Cessioni   |
| R.       | Nome            | a         | Modalità   |
| -------- | --------------- | --------- | ---------- |
| D        | Danny Granville | Leeds Utd | definitivo |
| D        | Scott Minto     |           | svincolato |
| D        | Jimmy Aggrey    |           | svincolato |
| C        | David Rocastle  |           | svincolato |

### Sessione invernale
| Acquisti | Acquisti       | Acquisti | Acquisti   |
| R.       | Nome           | da       | Modalità   |
| -------- | -------------- | -------- | ---------- |
| A        | Tore André Flo | Brann    | definitivo |

| Cessioni | Cessioni     | Cessioni  | Cessioni   |
| R.       | Nome         | a         | Modalità   |
| -------- | ------------ | --------- | ---------- |
| P        | Frode Grodås | Tottenham | definitivo |

## Risultati

### League Cup
| Arbitro: | Burge |

|               |                      |              |
| Di Matteo 61’ | Marcatori            | 47’ McKinlay |
|               | Tiri di rigore 4 – 1 |              |

| Arbitro: | Elleray |

|                     |           |            |
| Flo 61’ Morris 118’ | Marcatori | 52’ Davies |

| Arbitro: | Durkin |

|                        |                      |                     |
| Taricco 45’ Mathie 62’ | Marcatori            | 32’ Flo 45’ Le Saux |
|                        | Tiri di rigore 1 – 4 |                     |

| Arbitro: | Bodenham |

|                        |           |           |
| Overmars 23’ Huges 47’ | Marcatori | 68’ Huges |

| Arbitro: | Poll |

|                                      |           |                     |
| Huges 10’ Di Matteo 51’ Petrescu 53’ | Marcatori | 82’ (rig.) Bergkamp |

| Arbitro: | Jones |

|                             |           |  |
| Sinclair 95’ Di Matteo 107’ | Marcatori |  |

### Coppa delle Coppe

#### Fase ad eliminazione diretta
| Arbitro: | Boggi |

|                            |           |  |
| Di Matteo 6’ Granville 80’ | Marcatori |  |

| Arbitro: | Hamer |

|  |           |                          |
|  | Marcatori | 28’ Vialli 60’ Di Matteo |

| Arbitro: | Redondo |

|                                |           |                 |
| Nilsen 6’ Fermann 19’ Årst 86’ | Marcatori | 85’, 89’ Vialli |

| Arbitro: | Melnichuk |

|                                                                    |           |              |
| Petrescu 12’, 86’ Vialli 23’, 60’, 76’ Zola 42’ Leboeuf 53’ (rig.) | Marcatori | 70’ Johansen |

| Arbitro: | Uzunov |

|             |           |             |
| Alfonso 46’ | Marcatori | 8’, 12’ Flo |

| Arbitro: | Heynemann |

|                                     |           |            |
| Sinclair 30’ Di Matteo 50’ Zola 90’ | Marcatori | 20’ George |

| Arbitro: | Vega |

|           |           |  |
| Zauli 70’ | Marcatori |  |

| Arbitro: | Batta |

|                               |           |           |
| Poyet 35’ Zola 51’ Hughes 76’ | Marcatori | 32’ Luiso |

#### Finale
| Arbitro: | Braschi |

|          |           |  |
| Zola 70’ | Marcatori |  |